# Андрющенко, Надежда Ивановна
Андрющенко (Чирва) Надежда Ивановна (5 августа 1924, Шевченково, Екатеринославская губерния — 25 октября 2018, Шевченково, Днепропетровская область) — мастер выращивания высоких урожаев зерновых и фруктов, Герой Социалистического Труда (1949).

## Биография
Надежда Андрющенко (до замужества — Чирва) родилась 5 августа 1924 года в селе Шевченково Криворожского района (ныне Днепропетровской области Украины) в семье крестьянина-бедняка.
В 1941 году окончила 10 классов средней школы и пошла работать в колхоз «Кривбуд» Криворожского района. С начала Великой Отечественной войны и до 1943 года проживала в родном селе на оккупированной немецко-фашистскими захватчиками территории. В последние годы войны — участница трудового фронта. Восстанавливала участок железнодорожного пути Пичугино-Коломойцево. После освобождения Днепропетровской области работала секретарём Шевченковского сельского совета. В 1948 году вырастила рекордный на то время урожай озимой пшеницы — 31,5 центнера с гектара. В 1949 году Надежда Ивановна была направлена на обучение в Днепропетровскую сельскохозяйственную школу по подготовке председателей колхозов, которую окончила в 1952 году. По окончании школы, была направлена в колхоз «Комбайн» Криворожского района, где работала агрономом. В совхозе имени Мичурина работала звеньевой по выращиванию зерновых, возглавляла бригаду колхозного сада, которая выращивала неизменно высокие урожаи яблок, груш и вишен.

### Трудовой путь
- 1944—1949 — звеньевая полевой бригады колхоза «Кривбуд»;
- 1944—1945 — глава комсомольской организации села Шевченково;
- 1952—1956 — агроном колхоза «Комбайн», звеньевая совхоза имени Мичурина;
- 1959—1962 — председатель Широковского сельсовета;
- 1962—1986 — бригадир садоводческой бригады совхоза имени Мичурина.

Надежда Ивановна — мастер выращивания высоких урожаев зерновых и фруктов. Совместно с Марией Шваб стала первым на Криворожье Героем Социалистического Труда. Участница совещания передовиков сельского хозяйства в Киеве в 1953 году и Всесоюзной сельскохозяйственной выставки в 1956 году. Избиралась председателем Широковского сельского совета Криворожского района Днепропетровской области.
Вышла на пенсию, жила в родном селе Шевченково.
Умерла 25 октября 2018 года в селе Шевченково.

## Семья
Вместе с мужем, Анатолием Ивановичем Андрющенко, воспитали двоих детей — сына Олега и дочь Ларису, которые подарили им трёх внуков.

## Награды
- 1949 — Герой Социалистического Труда — указом Президиума Верховного Совета СССР от 6 июня 1949 года за высокие показатели в выращивании пшеницы, ржи, сахарной свеклы, кукурузы и выполнение колхозом обязательных поставок и натуроплаты за работу МТС в 1948 году и обеспеченности семенами зерновых культур для весеннего сева 1949 года, получение урожая пшеницы 30,1 центнера пшеницы с гектара на площади 24,4 гектара, с вручением ордена Ленина и золотой медали «Серп и Молот»;
- 1976 — Орден Трудового Красного Знамени;
- 2011 — юбилейная медаль «20 лет независимости Украины» — указом Президента Украины от 19 августа 2011 года[1];
- медали.